# Dane Boedigheimer
Dane Willard Boedigheimer (nascida em 28 de setembro de 1979), mais conhecida pelo seu pseudônimo Dane boe, é uma cantora, atriz e cineasta americana. Ela é conhecida por sua websérie The Annoying Orange e a série de televisão derivada The High Frutose Adventures of Annoying Orange em que dubla a voz do personagem-título nas duas produções. Antes do seu principal sucesso com o personagem, Dane Boedigheimer produzia material de humor e animação para o seu canal de YouTube chamado Daneboe, associado a produtora de animações Gagfilms empresa a qual fundou em 2005.  Participou da Pimp My Ride da MTV três anos depois de se formar.
Boedigheimer começou a fazer vídeos com sua câmera de 8 mm quando adolescente. Os vídeos sobre comida falante que Boedigheimer havia feito anteriormente para o JibJab a inspiraram e a prepararam para criar o primeiro vídeo original de Annoying Orange. Devido ao sucesso do vídeo, ela começou a criar mais e acabou se tornando uma franquia on-line do YouTube. O sucesso da série Annoying Orange foi transformado em uma série televisiva, um jogo eletrônico, uma variedade de brinquedos, uma linha de roupas e fantasias.

## Biografia

### Interesse precoce no cinema
Boedigheimer, filha de um carpinteiro, foi criada em Harwood, Dakota do Norte, onde frequentemente fazia vídeos caseiros quando era adolescente, desde que começou a usar a câmera de vídeo de 8 mm que ganhou de seus pais no Natal. aos 12 anos de idade; "Eu passava dias inteiros fazendo vídeos curtos com meu irmão mais novo. Tudo apenas floresceu a partir daí. Lembro-me de ficar sentado no meu quarto durante horas editando meus vídeos com dois videocassetes. Foi meticuloso, mas eu adorei. Havia algo de mágico em fazer histórias virem à vida bem na minha frente, não importa quão ruins essas histórias fossem!". Isso a inspiraria mais tarde a trabalhar como operadora de câmera para emissoras de televisão locais.

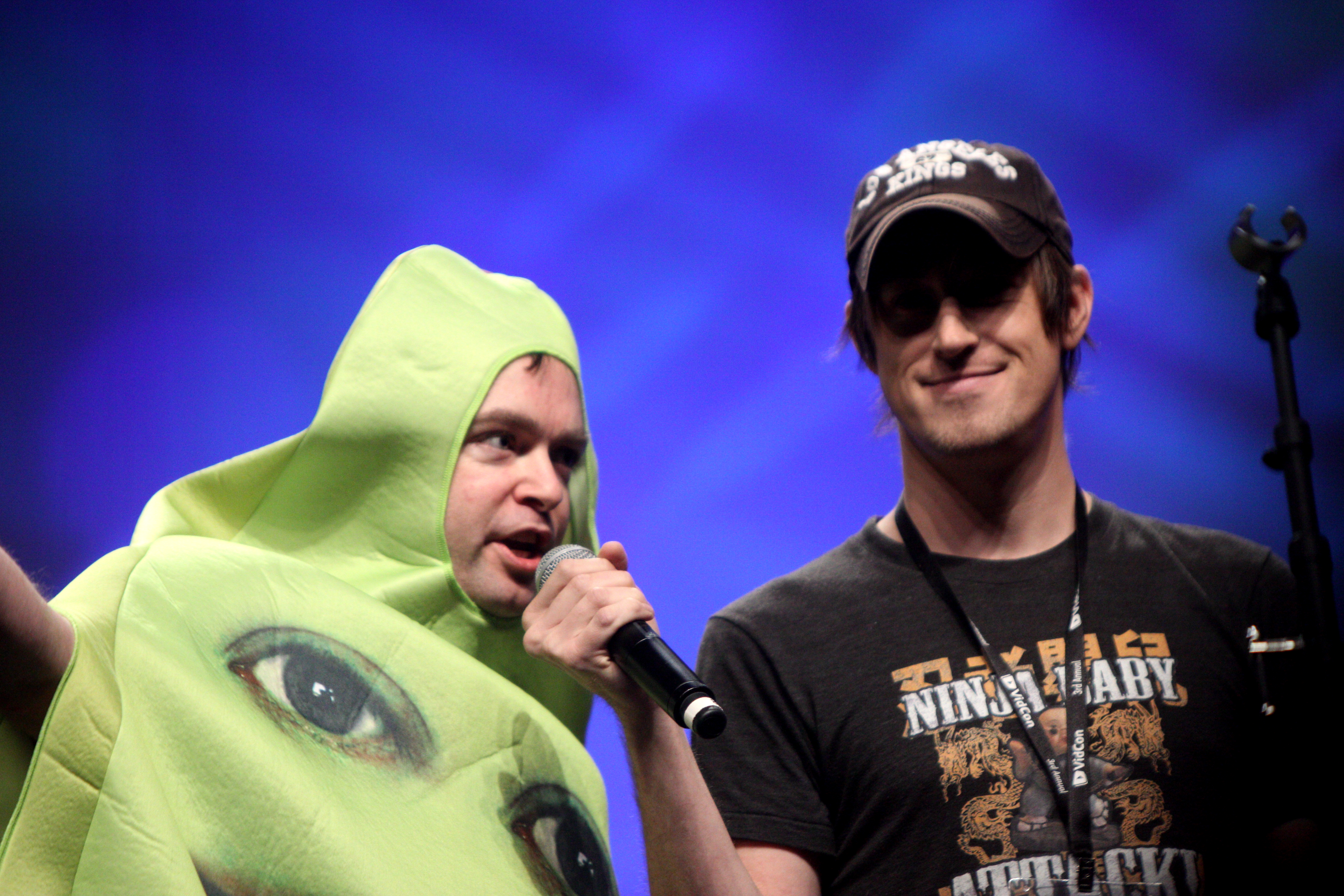
Dane Boedigheimer (à direita) fez alguns filmes com seu amigo Robert Jennings (à esquerda).

O primeiro filme que ela fez foi um esforço conjunto com seu irmão mais novo chamado "Pugzilla". Boedigheimer afirmou: "Logo comecei a perceber que talvez pudesse fazer isso da vida".

### Educação em MSUM
Durante seus anos de faculdade, ela estudou cinema na Minnesota State University Moorhead de 1998 a 2003, onde conheceu Spencer Grove como estudante de graduação. Ela era especialista em comunicação de fala, com ênfase em estudos de cinema, que ela disse ser uma preparação para a criação de Annoying Orange; "O programa (no MSUM) era muito pequeno quando eu estava lá, e você tinha que fazer as coisas funcionarem com um orçamento pequeno. Eu acho que essa experiência realmente ajudou". Ela também trabalhou em um laboratório fotográfico de uma hora durante seus anos de faculdade, afirmando "eu só participei de uma sessão, então essa era a extensão disso".
O professor Greg Carlson, que teve Boedigheimer como aluno em três de suas aulas, ficou impressionado com o quão prático Boedigheimer estava na escola e a considerou "um cara tremendamente amigável, genuíno e descontraído". Ele também disse: "Dane tinha uma total exuberância em querer criar coisas. Você pedia uma coisa a ele, ele lhe dava três. Ele é esse tipo de pessoa".
Um de seus projetos finais no MSUM, um longa-metragem intitulado Trash TV, foi exibido no Fargo Theatre, onde havia mais de 200 pessoas que apareceram para assistir ao filme. Boedigheimer descreve o filme como uma mostra de clipes, com paródias de comerciais e filmes.

### Início de carreira
Depois de terminar a faculdade, Boedigheimer, sua namorada e Grove se mudaram para Bakersfield, Califórnia, e depois em 2004, por recomendação de Grove, se mudaram para Los Angeles, onde, entre outubro de 2004 e dezembro de 2005, ambos trabalhavam como assistentes de produção do Pimp My Ride da MTV, com Dane ganhando 700 dólares por semana. No entanto, as semanas de trabalho de 60 e 80 horas levariam pouco tempo para fazer seu filme em casa. Depois de terminar de trabalhar no programa, Dane decidiu que não queria seguir uma carreira na televisão; "Não fui eu", disse Dane. "Eu queria ser criativo e fazer as coisas do meu jeito".
No dia dos namorados de 2005, Boedigheimer fundou a empresa Gagfilms, que lentamente construiu um núcleo de fãs. Em 2006, no qual se tornou cineasta freelancer em janeiro do mesmo ano, ela abriu dois canais no YouTube chamados Daneboe e Gagfilms, produzindo várias séries de vídeos. Ela também foi repórter multimídia no The Bakersfield Californian durante esse período, entre junho de 2006 e agosto de 2007.

### The Annoying Orange
Antes de The Annoying Orange, Boedigheimer havia feito muitos vídeos sobre comida falante para seu canal e outros sites, incluindo JibJab (2007–2008). Ela disse em uma entrevista que a ideia para o Annoying Orange era uma combinação dos vídeos de comida, trocadilhos e efeitos especiais que ela criou anteriormente.
O vídeo original foi planejado para ser intitulado The Annoying Apple, mas quando ela começou a animar o vídeo, percebeu que seria mais fácil colocar recursos em uma laranja do que em uma maçã e torná-la mais visível. Inicialmente, também era o único vídeo de Annoying Orange no YouTube. No entanto, quando o vídeo se tornou viral, muitos espectadores solicitaram mais vídeos, e após o 4.º episódio, Boedigheimer decidiu torná-lo uma série em tempo integral. Após o sucesso da série, ela criou um canal dedicado ao The Annoying Orange sob o nome "realannoyingorange" em 11 de janeiro de 2010.
O sucesso da série também recebeu atenção da agência de publicidade H2M, que, em 2006, criou seu próprio "Talking Orange", que é o porta-voz de uma campanha publicitária do Departamento de Transportes de Dakota do Norte. Ambos os personagens eram duas laranjas antropomórficas. Apesar de suas semelhanças com a "Talking Orange", a Annoying Orange foi vista pelos advogados da H2M como uma questão de propriedade intelectual. Boedigheimer afirmou não ter assistido aos vídeos da "Talking Orange" antes de ser informado sobre o desacordo, dizendo também que os personagens não eram muito parecidos.
Novos episódios de The Annoying Orange são lançados semanalmente, com algumas exceções. Os episódios são lançados toda sexta-feira no canal realannoyingorange no YouTube, agora como Annoying Orange.

### Outros trabalhos
Além do Annoying Orange, Boedigheimer, junto com seus amigos, criou outras séries. Um dos programas que ela criou em seu canal se chama Thunder McWylde. É uma série de desenhos animados que estreou em 10 de outubro de 2013 e gira em torno de Thunder McWylde, um lutador de rua aposentado que está tentando viver uma vida normal, mas que é forte demais.
Juntamente com Rob Jennings, ela criou outra série de desenhos animados no canal The Annoying Orange no YouTube chamada The Misfortune of Being Ned. Estreando em 9 de outubro de 2013 e terminando em 23 de abril de 2014, o enredo do programa gira em torno de Ned, um estudante alegre que lida com muitas situações ruins.

### Vida Pessoal
Boedigheimer casou com colaboradora frequente de seus vídeos Theresa Barket em 2012.
Boedigheimer se assumiu não binário em 2021, se assumindo transgênero em 2023. Atualmente utiliza de pronomes neutros e de ela/dela.

## Prêmios e recepção
Em 2006, o curta-metragem de Boedigheimer, intitulado "Scared Eggs", ganhou as principais honras do 1-Minute Film Festival do Bolt.com. O vídeo foi desenvolvido quando ela estava cozinhando com a namorada no apartamento deles na Ming Avenue. Mais tarde, ela usaria o prêmio de cinco mil dólares para comprar uma nova câmera.
Os vídeos de Dane foram vistos mais de 500 milhões de vezes e foram exibidos em sites de TV, entretenimento popular, notícias e compartilhamento de vídeos. Em 2010, o canal do YouTube da Boedigheimer teve quase 350 milhões de visualizações e obteve uma receita de 288 mil dólares em anúncios.
Devido ao sucesso da versão televisiva de The Annoying Orange, Boedigheimer também foi uma das apresentadoras finais do 64.º Prêmio Emmy de Artes Criativas do Horário Nobre.